# Supercopa de los Países Bajos 1999
La Supercopa de los Países Bajos 1999 (Johan Cruijff Schaal 1999 en neerlandés) fue la 10.ª edición de la Supercopa de los Países Bajos. El partido se jugó el 8 de agosto de 1999 en el Amsterdam Arena entre el Feyenoord de Róterdam, campeón de la Eredivisie 1998-99 y el Ajax de Ámsterdam, campeón de la KNVB Beker 1998-99. Feyenoord ganó por 3-2 en el Amsterdam Arena frente a 50.000 espectadores.
| Feyenoord de Róterdam |  | Bandera de los Países Bajos |  | Campeón de la Eredivisie 1998-99               |
| Ajax de Ámsterdam     |  | Bandera de los Países Bajos |  | Campeón de la Copa de los Países Bajos 1998-99 |

## Partido
| 8 de agosto de 1999, 18:00 | Feyenoord de Róterdam                 | 3:2 (2:1) | Ajax de Ámsterdam          | Amsterdam Arena, Ámsterdam                                |                                                           |
|                            | Tomasson 13' · Kalou 15' · Paauwe 86' | Reporte   | 45' Knopper · 53' Grønkjær | Asistencia: 50.000 espectadores Árbitro(s): Roelof Luinge | Asistencia: 50.000 espectadores Árbitro(s): Roelof Luinge |

|                                          |
| Campeón Feyenoord de Róterdam 2.º título |